# Richard de la Vache
Richard de la Vache, décédé en 1366, chevalier gascon et anglais descendant venant de Buckinghamshire.
Il fut mentionné lors du siège de Calais en 1346-47. Convoqué par Édouard III d'Angleterre en 1347, il vint avec un homme d'armes et deux archers pour une nouvelle campagne en France.
En 1356 il devint chevalier de l'Ordre de la Jarretière après le décès de Jean de Lisle, puis intendant de la forêt de Sherwood en 1358. Puis connétable à vie de la tour de Londres en 1361 ; mais il demanda et obtint des lettres de sauf-conduit pour voyager sur le continent, probablement pour régler des affaires personnelles.
Son fils Philippe de la Vache devint aussi un chevalier de la Jarretière.

## Sources
- (en) Cet article est partiellement ou en totalité issu de l’article de Wikipédia en anglais intitulé « Richard de la Vache » (voir la liste des auteurs).